# Itame lorquinaria
Itame lorquinaria là một loài bướm đêm trong họ Geometridae.